# Бонавентура
Св. Бонавентура (на италиански: Bonaventura, роден като Джовани Фиданца, Giovanni di Fidanza) е италиански теолог и философ, генерал на Францисканския орден. 

## Биография
Роден е през 1221 г. в Баньореджо, Папска държава. Учи в Париж, където получава магистърска степен по изкуства, а след това защитава докторат по богословие. Около 1243 г. се присъединява към Францисканския орден, като през 1257 г. става игумен на Ордена. През 1274 г. папа Григорий X го произвежда в главен кардинал на Албано. Умира в Лион, докато помага в организирането на Ливонския събор.
Канонизиран за светец през 1484 г. от папа Сикст IV и обявен за доктор на църквата от папа Сикст V през 1587 г. Считан е за един от най-големите философи на Средновековието.
Най-известният му труд е „Пътеводител на ума към Бога“. Основната тематика в работата му е свързана с теологията и дали тя може да бъде възприета като „наука на науките“. Бонавентура определя различни степени към възхождане към Бога – телесна, временна, извън нас стояща следа по божия път. Това възхождане е известно като триединния път на пустинята, където сетивата, духът или умът те водят. Чрез разума можем да получим най-истинно знание, но на него му е нужно просветление (човек познава опосредствено). Философската истина може да ни даде истинно знание за материалния свят, докато откровението – за божествения универсум. Според него трите заблуди на философията са: идеята за вечността на света, единният интелект за всички, отхвърляне на идеята за съществуването на блажения живот след смъртта. Той е против прилагането на диалектическия инструментариум в теологията (противник и критик на аристотелизма на XII век, самият е августинист). Въпреки това чете Аристотел и приветства някои от неговите идеи. Бонавентура смята, че познанието на хората за външния свят се основава на сетивата и че съзнанието на човека при появата му на този свят е tabula rasa. Повлиява с идеите си върху Матей от Акваспарта и Джон Пекъм.

## Творчество
- Пътеводител на ума към Бога. За възвеждането на изкуствата към теологията. Изд. Критика и хуманизъм, 1991
- Избрани произведения. УИ „Св. Климент Охридски“, 2011.